# .pm
|  | Aquest article tracta sobre el domini territorial d'Internet. Si cerqueu l'extensió de fitxer, vegeu «Perl». |

.pm és el domini de primer nivell territorial (ccTLD) de Saint-Pierre i Miquelon. El gestiona el registre francès (AFNIC). Els serveis de registre es van obrir el 6 de desembre de 2011.